# 미사토추오역
미사토 중앙 역(일본어: 三郷中央駅, みさとちゅうおうえき)은 일본 사이타마현 미사토시에 있는 철도역이다. 수도권 신도시 철도 쓰쿠바 익스프레스 선의 역이며, 역 번호는 09이다.

## 승강장

### 쓰쿠바 익스프레스
상대식 승강장 2면 2선 형태의, 고가역으로 되어 있다.
| 1 | TX 쓰쿠바 익스프레스 | 나가레야마오타카노모리·모리야·쓰쿠바 방면 |
| 2 | TX 쓰쿠바 익스프레스 | 기타센주·아키하바라 방면                  |

난간형 스크린도어가 설치되어 있다.

## 역사
- 2005년 8월 24일: 쓰쿠바 익스프레스의 역이 영업 개시.

## 인접역
| 08 야시오 아키하바라 방면 | ■ 구간 쾌속·■ 보통 | 미나미나가레야마 10 쓰쿠바 방면 |